# Євлах (станція)
Євла́х — залізнична станція в однойменному місті Азербайджану на лінії Тбілісі-Пасажирський — Баку.

## Історія
Рух через Євлах був відкритий в кінці XIX століття після завершення будівництва залізниці Тбілісі — Баку. В 1912 році від Євлаха почалося будівництво відгалуження — вузькоколійної залізниці до Шуши через Барду, Агдам і Степанакерт. У зв'язку з Першою світовою війною будівництво лінії було відкладено, після закінчення війни відновлено, але в підсумку лінія була відкрита лише в 1942 році і лише до Степанакерта. В 1967 році ділянка до Агдама була перешита на широку колію, в кінці 1970-их після перешивки ділянки Агдам — Степанакерт був відкритий пасажирський рух до Степанакерту. Під час Карабаського конфлікту рух на ділянці Євлах — Степанакерт від станції Тер-Тер в бік Степанакерту (Ханкенді) припинений і не відновлений до сьогодні.